# Долина (Шосткинский район)
Долина (укр. Долина) — село, Берёзовская сельская община, Шосткинский район, Сумская область, Украина.
Код КОАТУУ — 5921586402. Население по переписи 2001 года составляло 21 человек .

## Географическое положение
Село Долина находится у истоков реки Понурка, которая через 5 км впадает в реку Шостка. На расстоянии в 3 км расположено село Слоут. Через село проходит автомобильная дорога Т-2502. Рядом проходит железная дорога, станция Слоут в 1,5 км.